# Emanuel L. Philipp
Emanuel Lorenz Philipp, född 25 mars 1861 i Sauk County, Wisconsin, död 15 juni 1925 i Milwaukee, Wisconsin, var en amerikansk republikansk politiker. Han var guvernör i delstaten Wisconsin 1915-1921.
Philipp var av schweizisk härkomst. Han arbetade 1894-1902 inom trävarubranschen i delstaten Mississippi. Han grundade byn Philipp i Tallahatchie County. Han var sedan verksam som affärsman i Milwaukee.
Francis E. McGovern kandiderade inte till omval i guvernörsvalet 1914 i Wisconsin. Philipp var de konservativa republikanernas favorit. Han vann valet och omvaldes två gånger.
Philipp är begravd på Forest Home Cemetery i Milwaukee.